# Bathyarctus formosanus
Bathyarctus formosanus is een tienpotigensoort uit de familie van de Scyllaridae. De wetenschappelijke naam van de soort is voor het eerst geldig gepubliceerd in 1992 door Chan & Yu.